# Ronnie McCluskey
Ronald „Ronnie“ McCluskey (* 3. November 1936 in Johnstone; † 23. Juni 2011 in Dunbar) war ein schottischer Fußballtorhüter.

## Karriere
Ronnie McCluskey wurde 1936 im schottischen Johnstone geboren. Er begann seine Karriere in den 1950er Jahren in der schottischen Stadt Fife bei Rosyth Recreation. Ab der Saison 1956/57 spielte der Torhüter drei Jahre beim schottischen Erstligisten FC East Fife. Am Saisonende 1957/58 stieg er mit dem Verein als Vorletzter aus der 1. Liga ab. Den direkten Wiederaufstieg in die Erstklassigkeit verpasste McCluskey mit den Fifers in der Zweitligasaison 1958/59 mit Platz 8 deutlich. Eine Spielzeit später, wurde er mit dem Verein gar nur Vorletzter in der Division Two. Daraufhin wechselte McCluskey im Jahr 1960, zum englischen Klub Accrington Stanley, der zuvor in die Fourth Division abgestiegen war. Nach nur einer Saison und vier Einsätzen in der Liga verließ er den Verein aus Accrington wieder. McCluskey war danach für Gravesend & Northfleet aktiv.